# Burg Neuhaus (Weissenbach)
Die Burg Neuhaus ist eine Höhenburg in Neuhaus im Bezirk Baden in Niederösterreich. Ihre Geschichte ist eng mit der des Ortes Neuhaus verknüpft.

## Geschichte

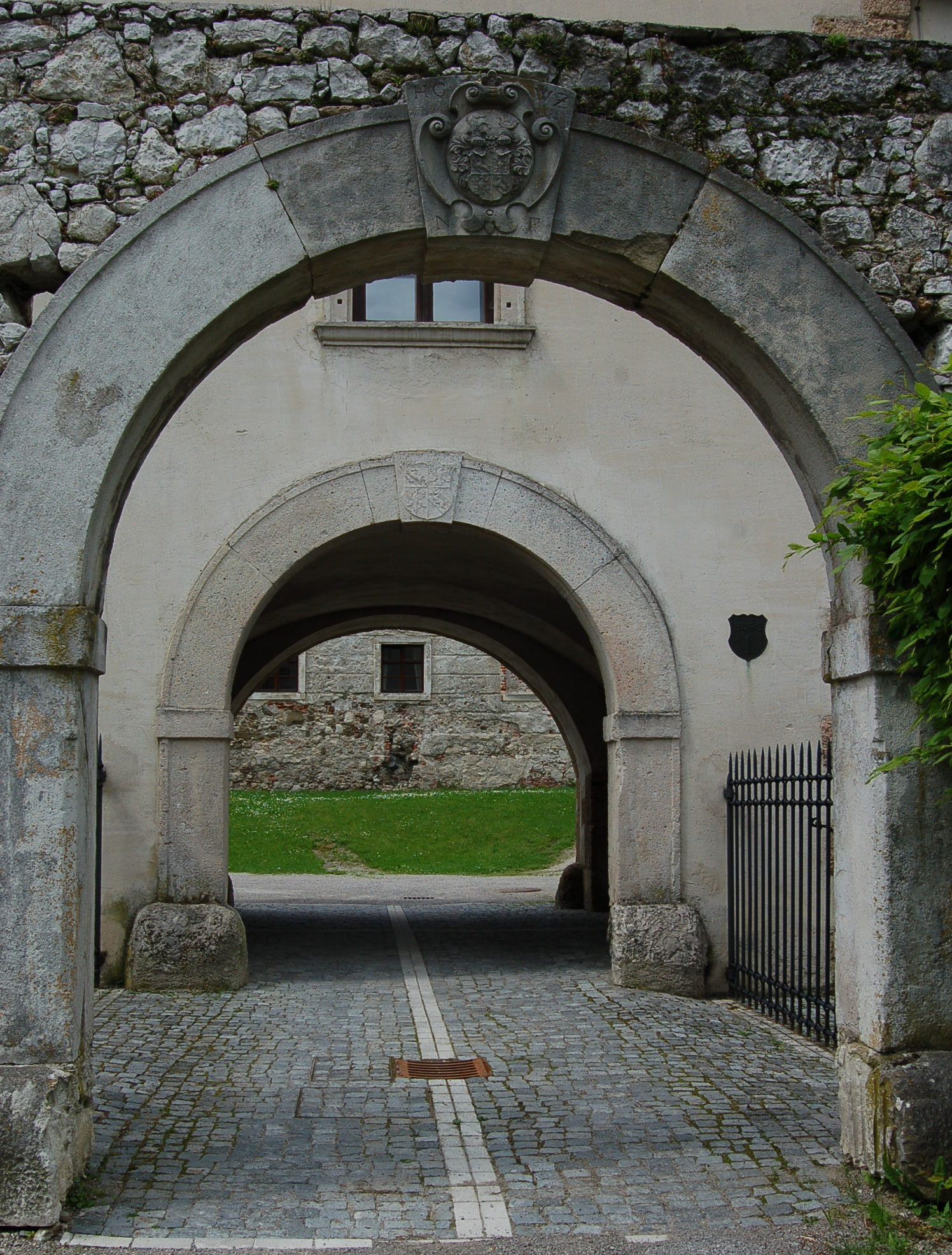
Portal der Burg Neuhaus

Keimzelle der Burg war ein Festes Haus, das vermutlich im zweiten Viertel des 13. Jahrhunderts errichtet wurde. Urkundlich erwähnt wird sie im Jahr 1246, als in einem Urbar Ulrich von Neuhaus als Burgherr genannt wird.
Die landesfürstliche Burg wurde im 14. Jahrhundert von Pflegern verwaltet, bis sie im Jahr 1595 in den Besitz der Familie Wolzogen (seit 1591 Ritter, seit 1607 Freiherrn) kam. Hans Christoph von Wolzogen ließ zu Beginn des 17. Jahrhunderts die Burg grundlegend umgestalten und im Zuge dessen auch die Kirche St. Nepomuk in der Burg errichten.
Als Protestanten verloren die Mitglieder der Familie Wolzogen im Zuge der Gegenreformation ihre Besitztümer; Paul I. von Wolzogen musste 1628 nach Sachsen auswandern. In der folgenden Zeit wechselte die Burg mehrmals den Besitzer. Im Jahr 1683 wurde sie von Osmanen geplündert und in Brand gesteckt.
Im Jahr 1694 wurde in den noch benützbaren Räumen eine Glas- und Spiegelfabrik eingerichtet. Ab 1724 wieder im Besitz der Hofkammer, wurde unter Kaiser Karl VI. das Schloss wieder instand gesetzt. An der Westseite des Hofs wurde ein neuer Trakt für die Spiegelfabrik errichtet, die allerdings bereits 1742 in ein Gebäude am Fuß des Schlossbergs und 1830 nach Schlöglmühl verlegt wurde.
Im Jahr 1769 wurde im Osttrakt – dem sogenannten Neuen Schloss – eine öffentliche Volksschule eingerichtet, der 1780 auch eine Lehrerbildungsanstalt folgte. Der Westtrakt fand ab 1833 als Pfarrhof Verwendung, nachdem Neuhaus zu einer eigenen Pfarre erhoben worden war.
Ab 1830 stand die Burg im Besitz von Freiherr Georg Simon von Sina, der sie 20 Jahre später seiner Enkelin Anastasia Gräfin Wimpffen schenkte.
1938 übernahm der Deutsche Reichsforst die Burg. Während der Kampfhandlungen in den letzten Tagen des Zweiten Weltkriegs brannten Burg und Kirche am 21. April 1945 aus. Nach 1955 wurde der Westtrakt wieder aufgebaut. Der Osttrakt wurde 1977 von einem Privatmann erworben und wiederhergestellt, während der Westtrakt vorerst wieder verfiel.

## Heutige Nutzung
Die Burg ist zur einen Hälfte im Privatbesitz der Familie Huemer, die andere Hälfte gehört der Erzdiözese Wien.
Der Privatanteil wurde in den 1980er Jahren mit sehr großem Aufwand aus einer Ruine renoviert. Die andere Hälfte ist der Pfarrhof und wird nun ebenfalls, seit 2003/04 renoviert.

## Anlage

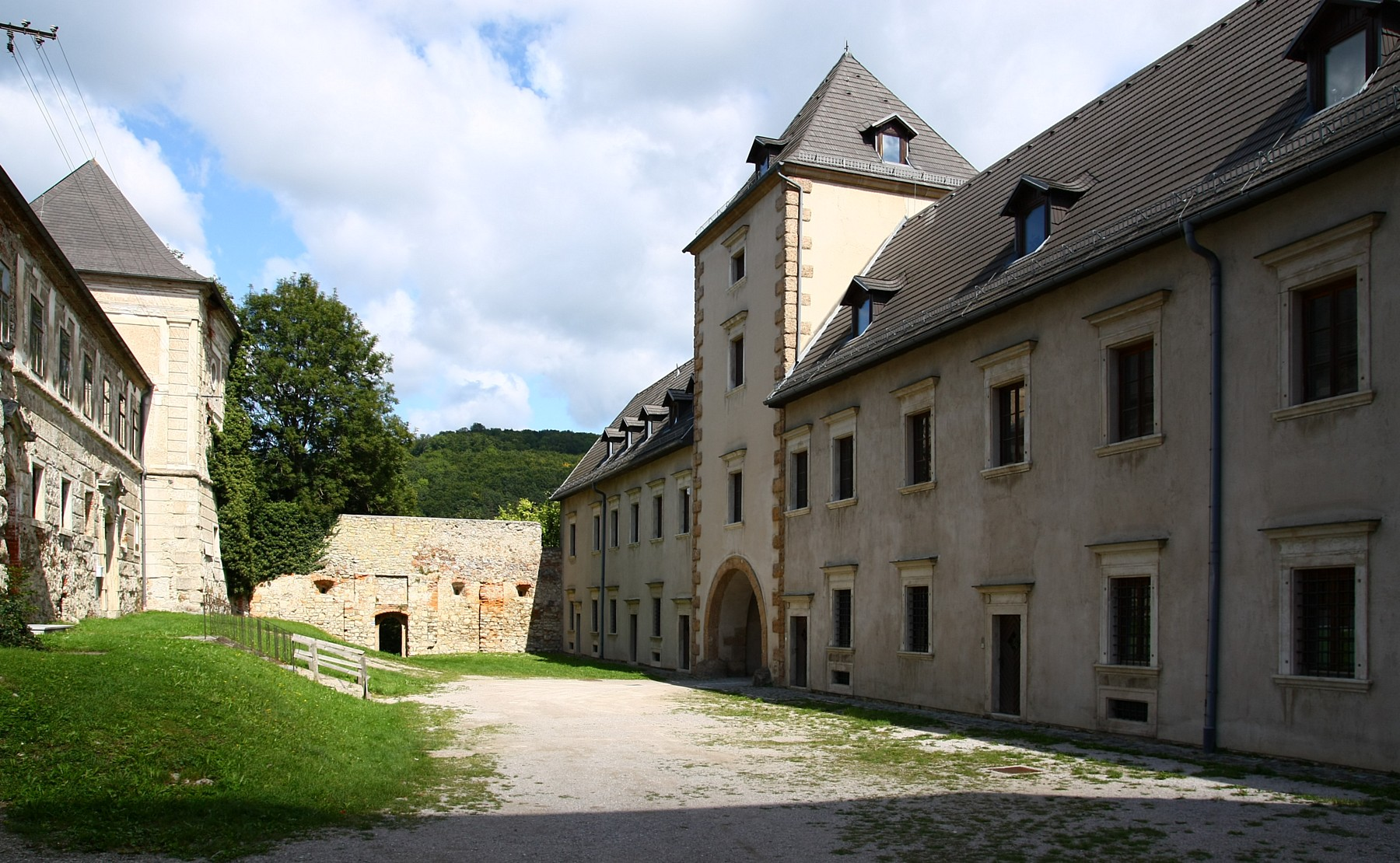
Ostbau (rechts) vom Innenhof, hinten die Umfassungsmauer, links der Westbau

Die Anlage ist von einer Mauer umgeben, die an den beiden östlichen Ecken mit Rundtürmen und an der Westseite mit zwei quadratischen Wehrtürmen verstärkt sind. Durch die Einfahrt an der Ostseite und die breite Torhalle, die den Osttrakt (Neues Schloss) unterquert, gelangt man in den Burghof, der im Westen durch den Bau der ehemaligen Spiegelfabrik abgeschlossen wird. Im Süden wird der Hof von der Kirche begrenzt, im Norden von der Umfassungsmauer. Eine dort eingelassene Pforte war ursprünglich mit einer Zugbrücke versehen.
Der langgezogene östliche, inzwischen gut erhaltene Trakt umfasst zwei Geschoße und diente als Wohnschloss. Oberhalb des Tores erhebt sich ein viergeschoßiger Torturm.
Der gegenüber liegende ebenfalls zweigeschoßige Westtrakt mit ursprünglich barocker Fassade wird von zwei dreigeschoßigen, etwas vorspringenden und mit Pyramidendächern gekrönten Türmen begrenzt. Zwei symmetrisch angeordnete Türen mit Dreiecksgiebeln führen ins Innere. An der südlichen Stirnseite wurde im Zuge der Renovierung ein modern gestalteter Zugang zum Pfarrhof geschaffen.
Hinter dem Westtrakt liegt ein fast quadratischer zweiter Hof. Hier befand sich ursprünglich das Feste Haus aus dem 13. Jahrhundert, das Burg und Ort den Namen gab (novum castrum). Bis zum Beginn des 17. Jahrhunderts bewohnt, wurde das Gebäude dann aufgegeben und verfiel. In der Mitte des Hofs weisen noch Mauerreste von Kelleranlagen auf den alten Bau hin.

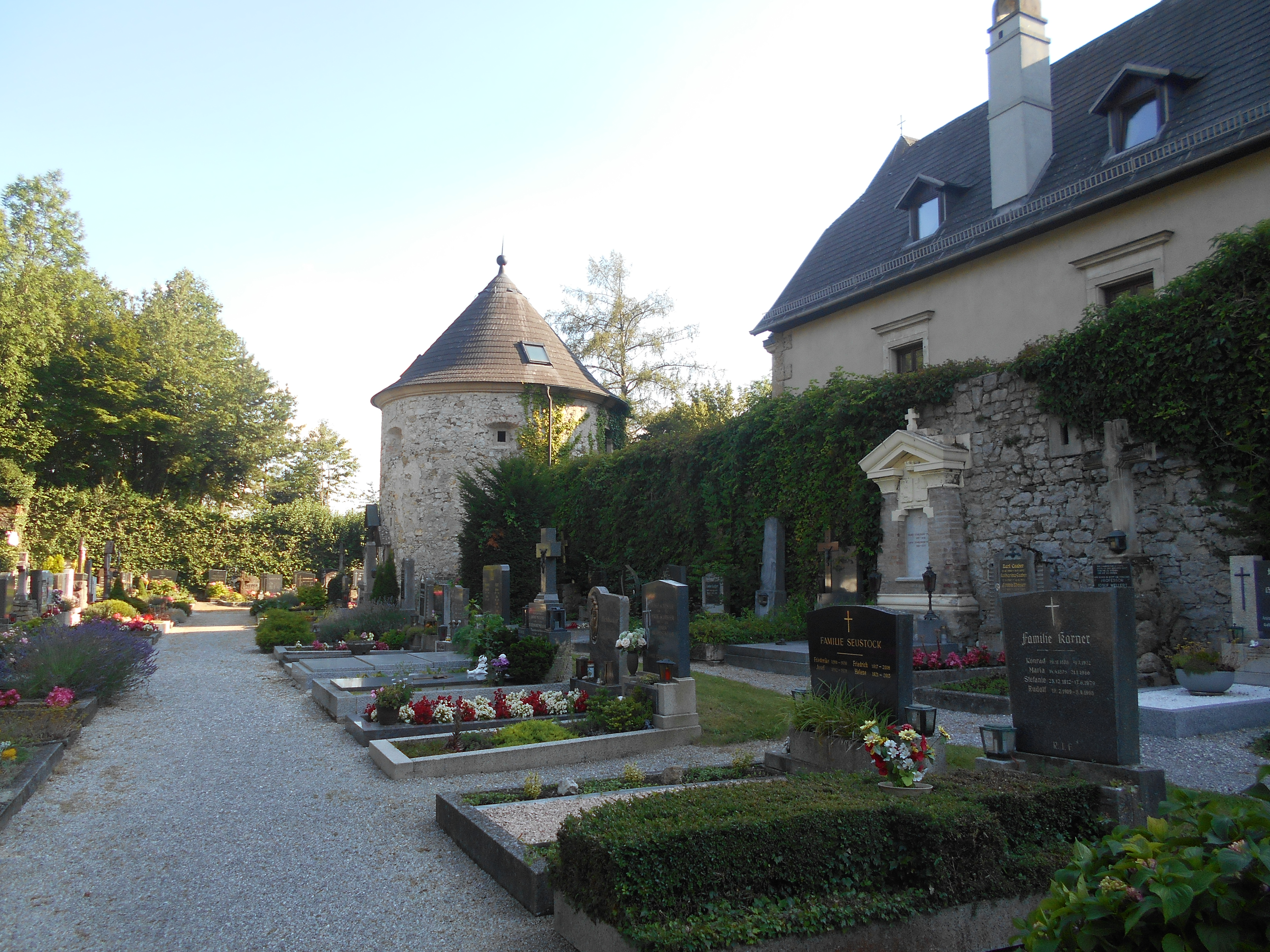
Südöstlicher Teil mit Rundturm, davor der Friedhof
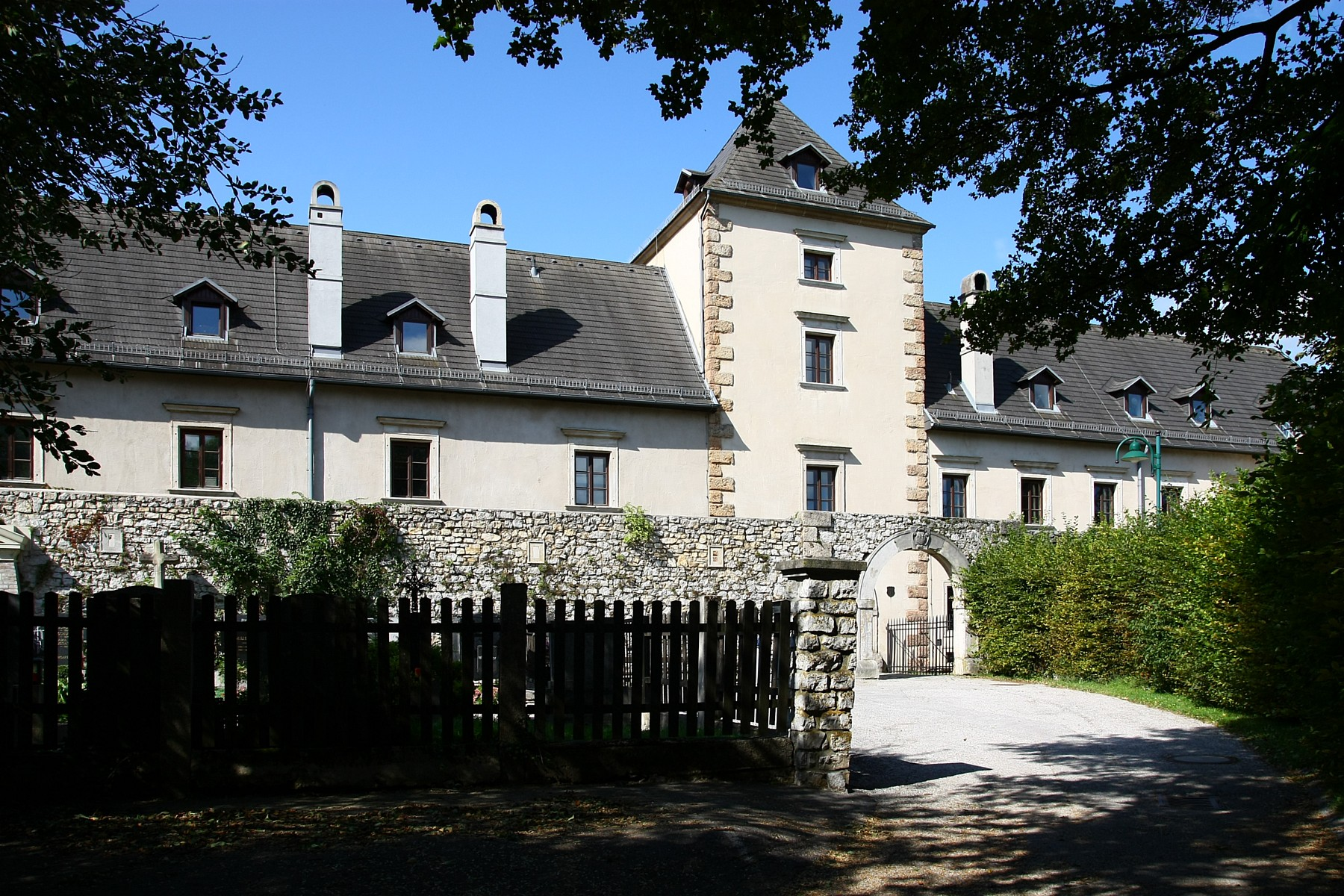
Torturm der Burg auf der Ostseite von außen
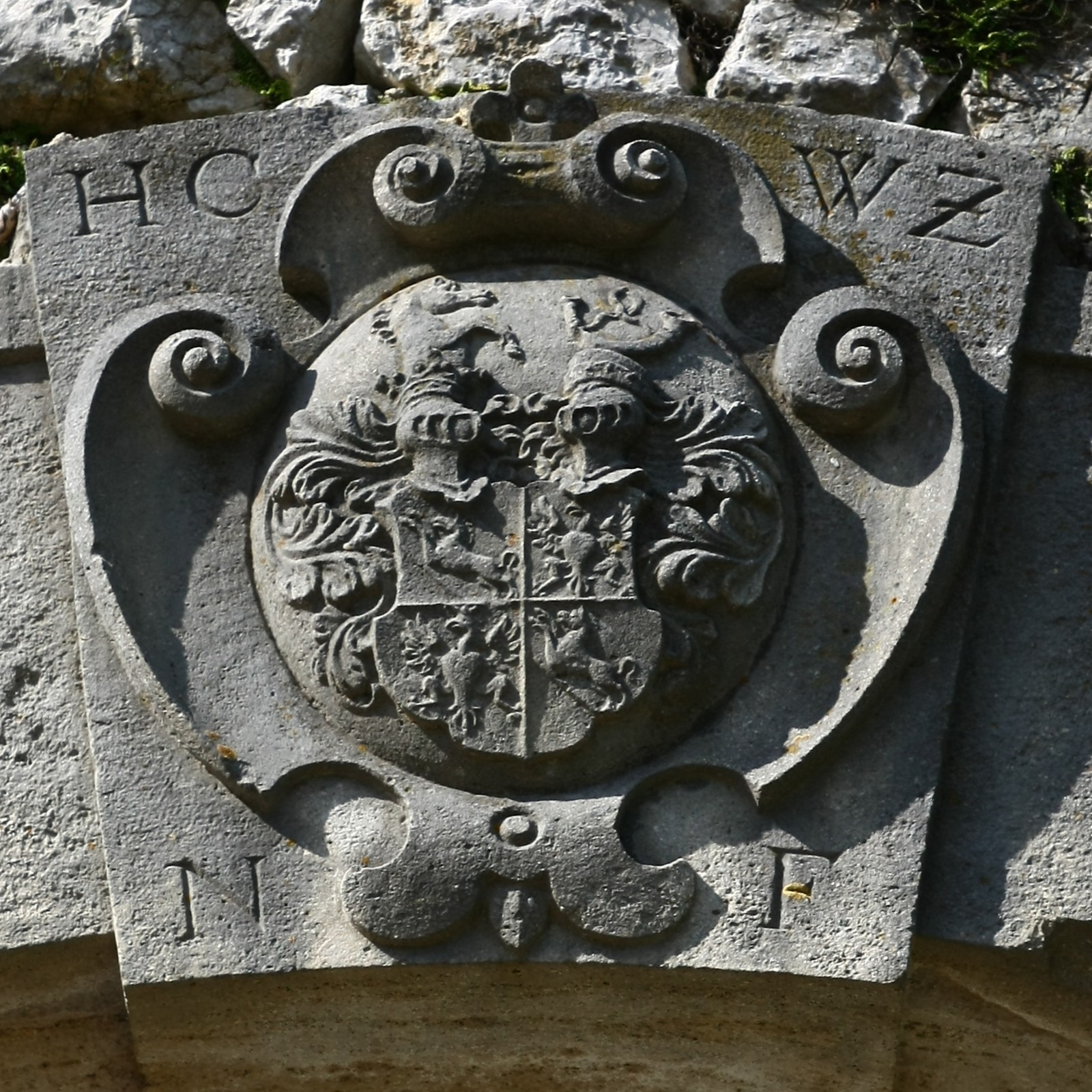
Wappen am Torbogen des Portals
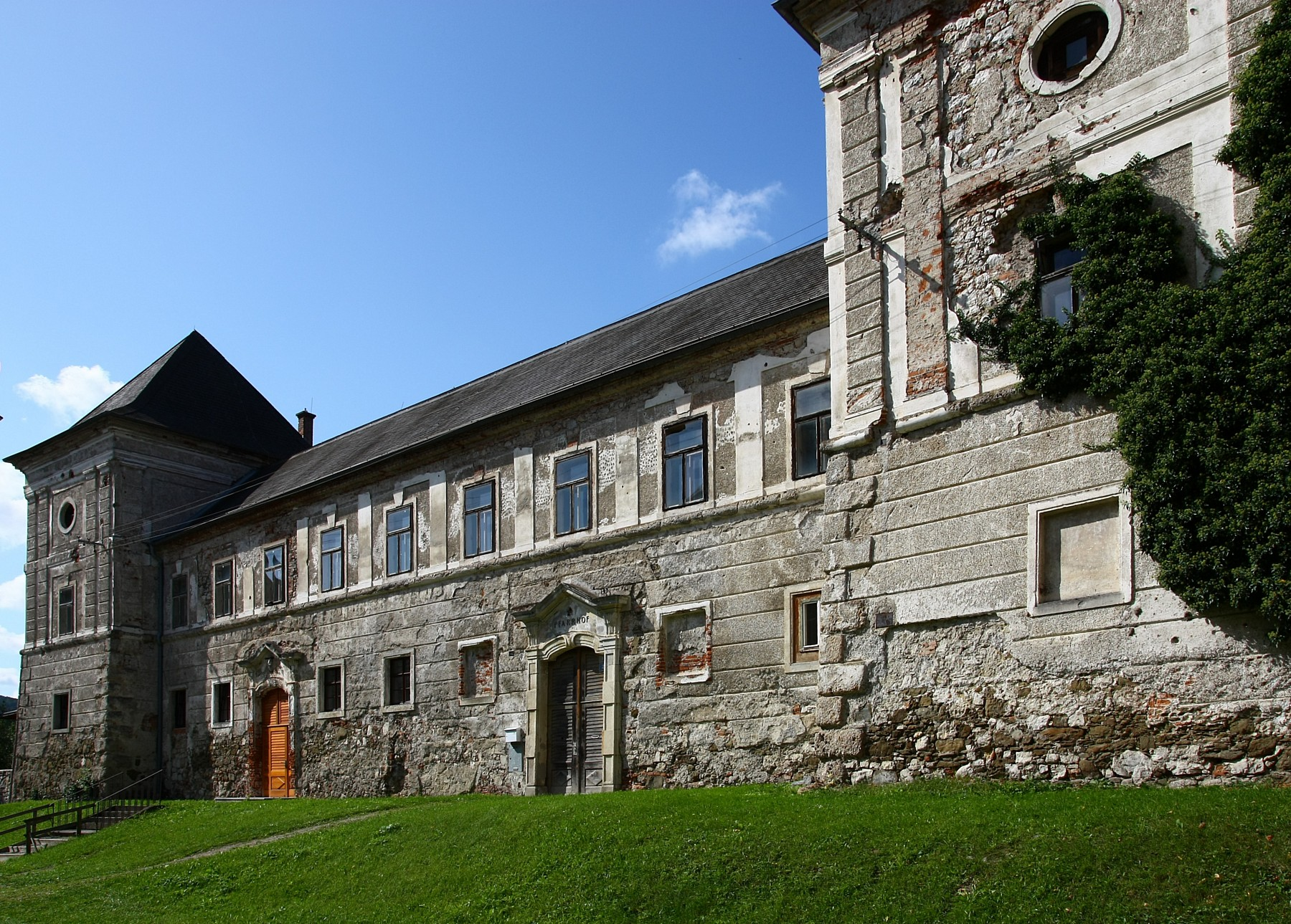
Der noch nicht renovierte Westbau mit den zwei Wehrtürmen
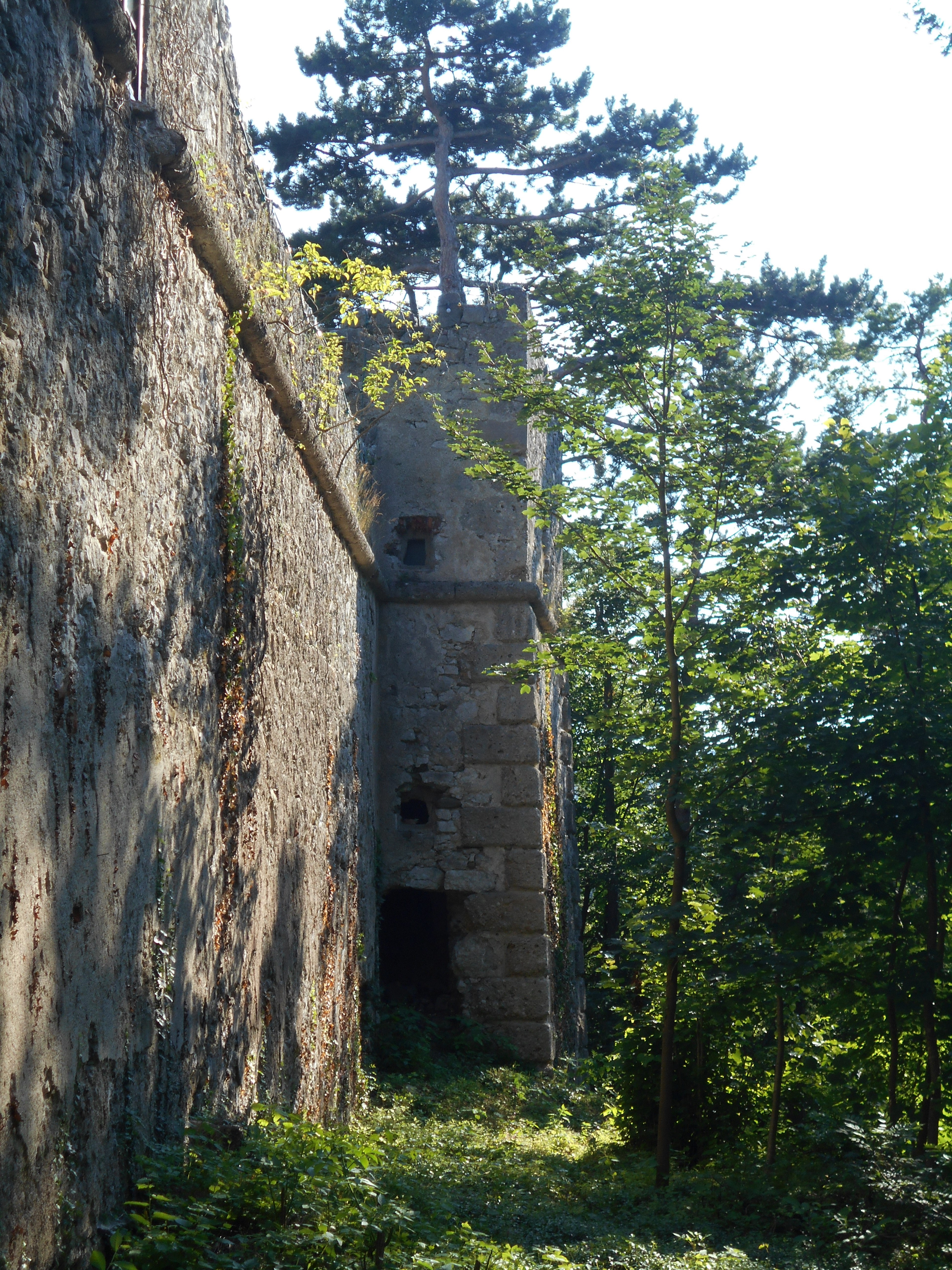
Umfassungsmauer im Norden
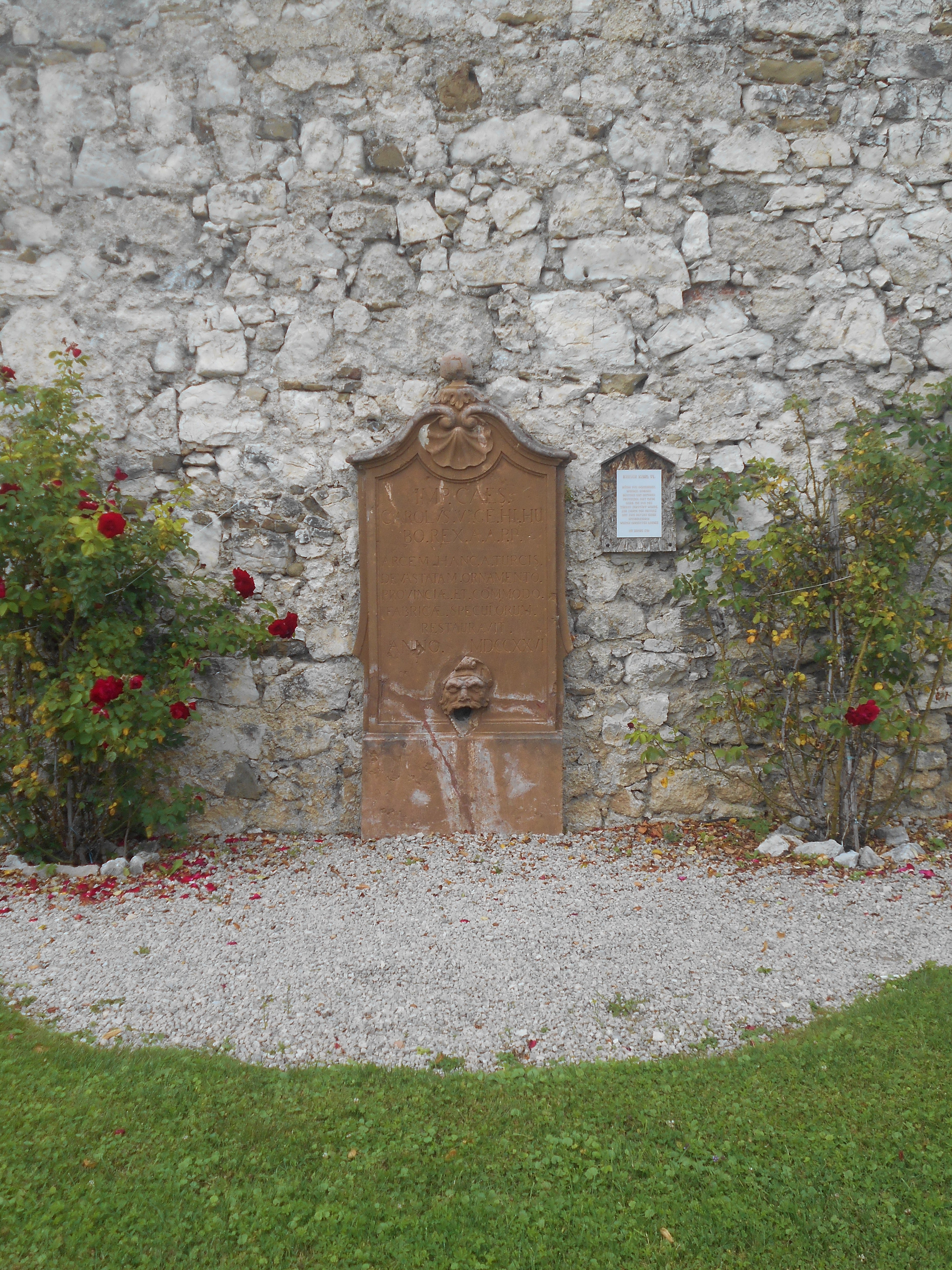
Gedenkstein Karls VI. zum Wiederaufbau der Burg und zur Errichtung der Spiegelfabrik

### Kirche St. Nepomuk

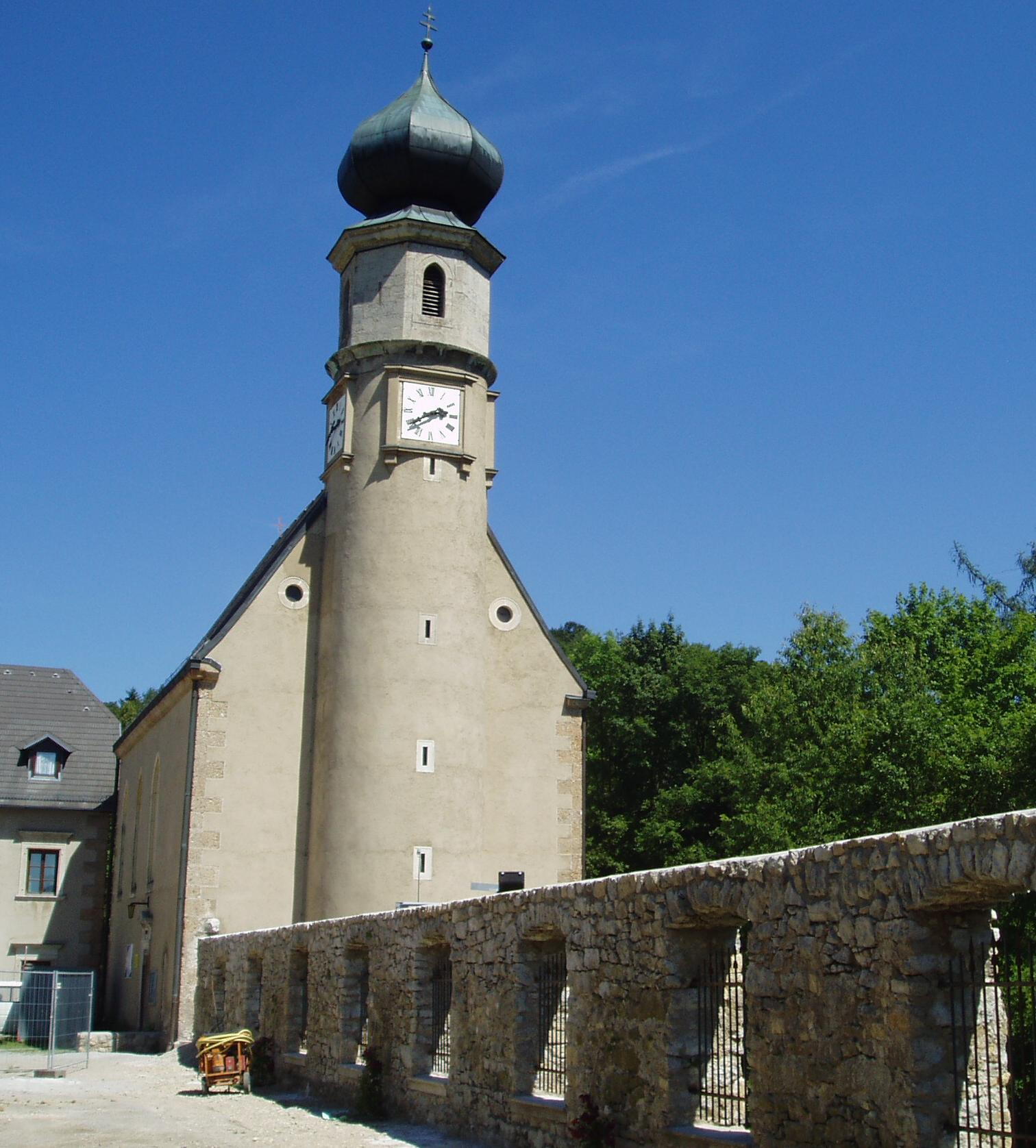
Kirche "St. Nepomuk" in Burg Neuhaus

Zur Anlage der Burg gehört die einschiffige, mit einem Kreuzrippengewölbe versehene Kirche, die dem Heiligen Johannes Nepomuk geweiht ist. Sie ist eine eigenständige Pfarrkirche.
Hans Christoph von Wolzogen ließ die Kirche in den Jahren 1610 bis 1612 im spätgotischen (sic!) Stil an Stelle der romanischen Burgkapelle als protestantisches Bethaus errichten. Unter dem Altarraum ließ er eine Gruft für seine Familie anlegen, in der vier Mitglieder der Familie und ein Priester bestattet liegen.
Auf Grund der Unterdrückung der evangelischen Konfession in der Gegenreformation stand die Kirche ab 1628 leer und wurde wie die Burg im Jahr 1683 von den Osmanen zerstört.
Als Kaiser Karl VI. die Burg wiederherstellen ließ und in den Gebäuden eine Spiegelfabrik eingerichtet wurde, diente die Kirche zunächst als Magazin. Erst als Neuhaus 1733 zur eigenen Pfarre erhoben wurde, fand die Kirche wieder die ihrer Bestimmung entsprechende Verwendung und erhielt eine barocke Einrichtung.
Nach der Zerstörung in den letzten Tagen des Zweiten Weltkriegs und ihrer Wiederherstellung wurde die Kirche am 24. November 1946 durch Erzbischof Theodor Innitzer abermals eingeweiht.
Die Ablöse des langjährigen Pfarrers Mag. Berger im Jahr 2002 war der Anstoß, die Kirche und den Pfarrhof zu revitalisieren. Im Jahr 2005 wurde die Kirche neu ausgemalt, der Hochaltar restauriert, die 1891 gebaute Orgel komplett überholt und sämtliche Elektroinstallationen erneuert. Der Pfarrgemeinderat organisierte und half bei den Arbeiten. Im August 2005 wurde der Burghof neu angelegt. Die Renovierung wurde mit der Altarweihe durch Erzbischof Christoph Schönborn am 10. September 2006 abgeschlossen.
Seit einiger Zeit gibt es die Möglichkeit, die Helfer mit „Burgbausteinen“ finanziell zu unterstützen.

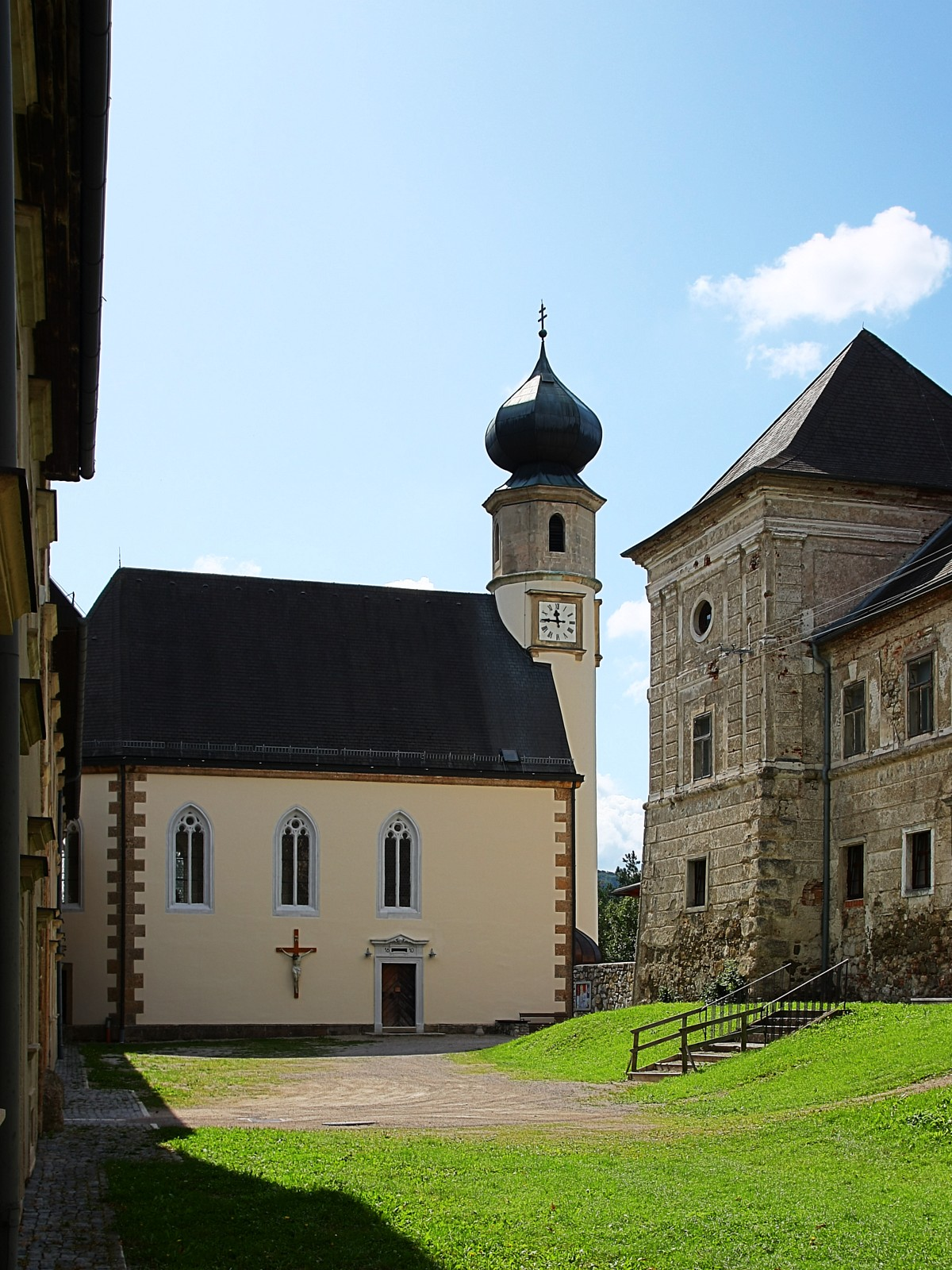
Blick vom Burghof auf die Kirche
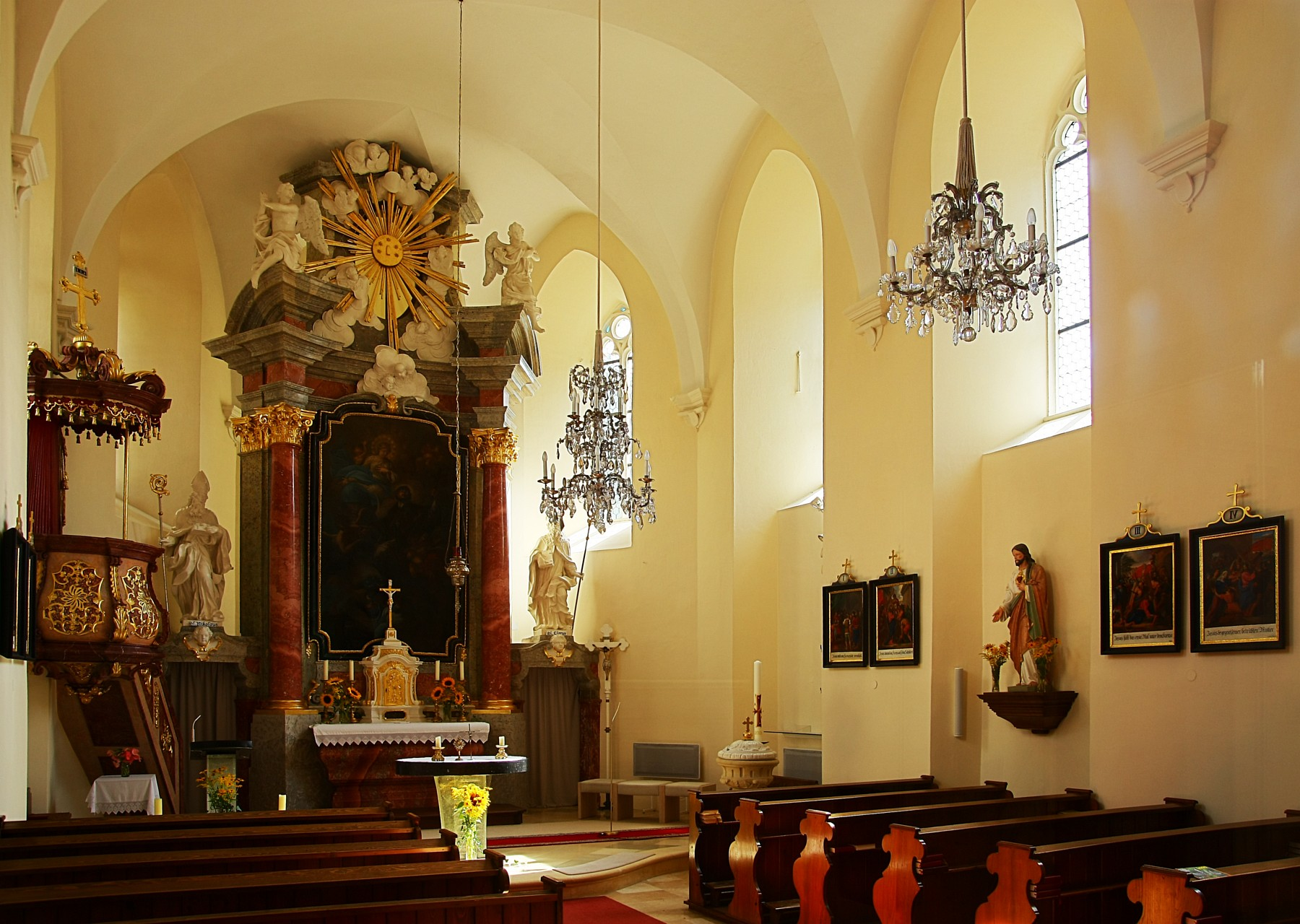
Innenansicht der Kirche
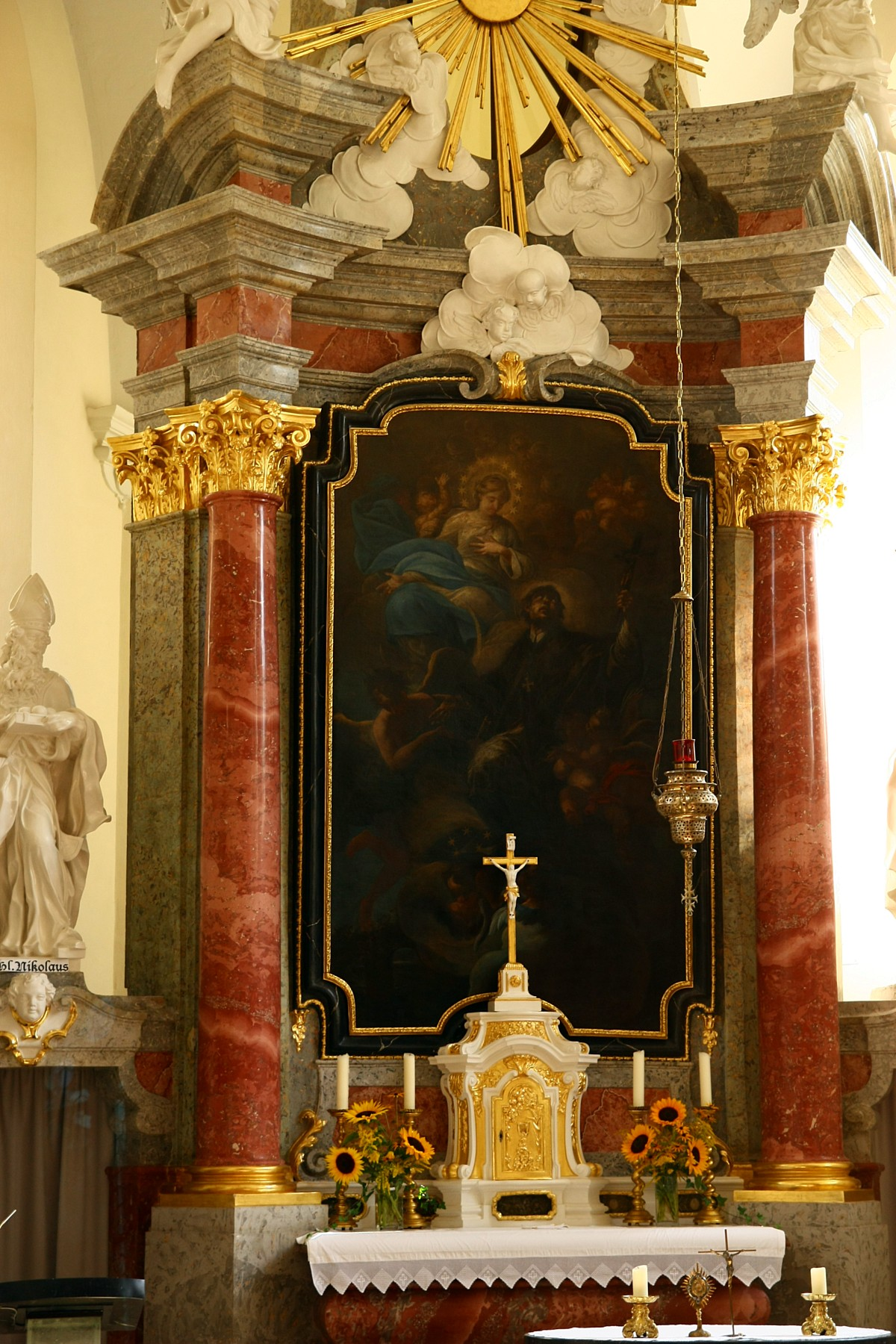
Hauptaltar der Kirche
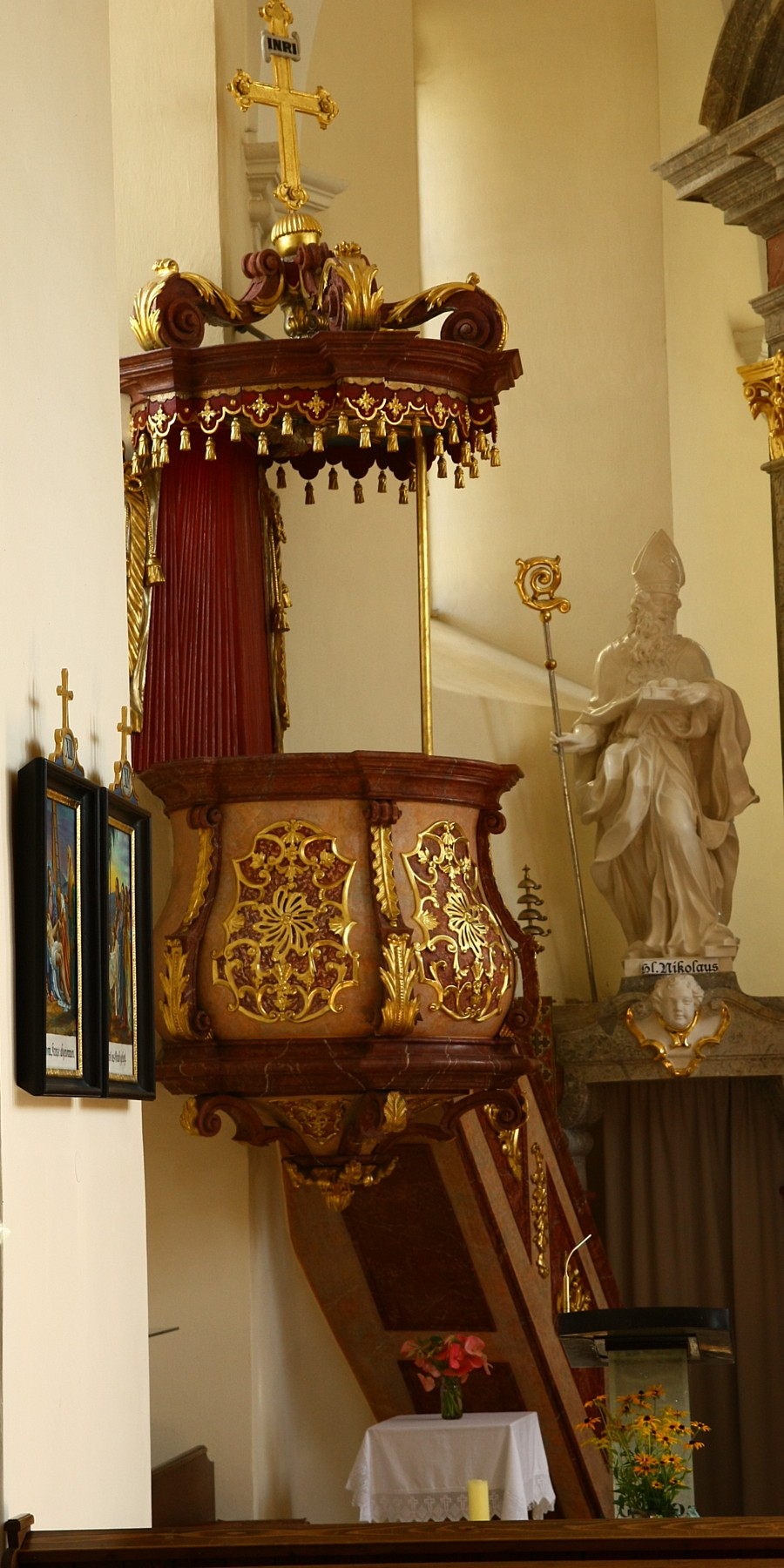
Kanzel an der Nordseite